# Proton Wira
 (novembre 2015).
Si vous disposez d'ouvrages ou d'articles de référence ou si vous connaissez des sites web de qualité traitant du thème abordé ici, merci de compléter l'article en donnant les références utiles à sa vérifiabilité et en les liant à la section « Notes et références ».
La Proton Wira est une automobile produite par le constructeur automobile de Malaisie Proton de 1993 à 2009. Elle est dérivée de la Mitsubishi Colt et elle sera remplacée en 2004 par la Gen 2 et en 2007 par la Persona.